# Liste der Nummer-eins-Hits in Spanien (1997)
Dies ist eine Liste der Nummer-eins-Hits in Spanien im Jahr 1997. Sie basiert auf den offiziellen Chartlisten der Asociación Fonográfica y Videográfica de España (AFYVE, heute Promusicae), der spanischen Landesgruppe der IFPI.

## Singles
| | Liste der Nummer-eins-Hits in Spanien | Liste der Nummer-eins-Hits in Spanien | Liste der Nummer-eins-Hits in Spanien                                     | 1998 → |
| \| Zeitraum \| Wo. ges. \| Interpret \| Titel Autor(en) \| Zusätzliche Informationen \| \| (Zeitraum, Wochen auf Platz eins, Interpret, Titel, Autor[en], zusätzliche Informationen) \| \| \| \| \| \| ----------------------------------------------------------------------------------------- \| -------- \| ---------------------------- \| ------------------------------------------------------------------------- \| ----------------------------------------------------------------------------------------------------------------------------------------------------------------- \| \| 23. Dezember 1996 – 5. Januar 1997 2 Wochen (insgesamt 5) \| 5 \| Mark Owen \| Child Tim Laws, Martin Brammer, Mark Owen \| Das ehemalige Take-That-Mitglied war in Spanien mit seinem Solodebüt erfolgreicher als in seiner englischen Heimat, wo er nur Platz 3 erreichte. \| \| 6. Januar 1997 – 2. Februar 1997 4 Wochen \| 4 \| Madonna \| Don’t Cry for Me Argentina Musik: Andrew Lloyd Webber; Text: Tim Rice \| Spanien war eines der wenigen Länder, in denen Madonna mit dem Hauptsong aus ihrer Musicalverfilmung Evita die Spitze einnehmen konnte. \| \| 3. Februar 1997 – 9. März 1997 5 Wochen \| 5 \| Depeche Mode \| Barrel of a Gun Martin L. Gore \| – \| \| 10. März 1997 – 16. März 1997 1 Woche (insgesamt 2) \| 2 \| Aerosmith \| Falling in Love Steven Tyler, Joe Perry, Glen Ballard \| – \| \| 17. März 1997 – 23. März 1997 1 Woche (insgesamt 2) \| 2 \| White Town \| Your Woman Jyoti Prakash Mishra, Bing Crosby, Irving Wallman, Max Wartell \| Der einzige Hit des indischstämmigen Briten basiert auf dem Bing-Crosby-Song My Woman aus dem Jahr 1932. \| \| 24. März 1997 – 30. März 1997 1 Woche (insgesamt 2) \| 2 \| Aerosmith \| Falling in Love Steven Tyler, Joe Perry, Glen Ballard \| – \| \| 31. März 1997 – 6. April 1997 1 Woche (insgesamt 2) \| 2 \| White Town \| Your Woman Jyoti Prakash Mishra, Bing Crosby, Irving Wallman, Max Wartell \| – \| \| 7. April 1997 – 13. April 1997 1 Woche \| 1 \| Depeche Mode \| It’s No Good Martin L. Gore \| – \| \| 14. April 1997 – 20. April 1997 1 Woche \| 1 \| Robbie Williams \| Old Before I Die Desmond Child, Robbie Williams, Eric Bazilian \| – \| \| 21. April 1997 – 4. Mai 1997 2 Wochen (insgesamt 5) \| 5 \| Michael Jackson \| Blood on the Dance Floor Michael Jackson, Teddy Riley \| – \| \| 5. Mai 1997 – 11. Mai 1997 1 Woche \| 1 \| Gary Barlow \| Love Won’t Wait Madonna Ciccone, Shep Pettibone \| – \| \| 12. Mai 1997 – 1. Juni 1997 3 Wochen (insgesamt 5) \| 5 \| Michael Jackson \| Blood on the Dance Floor Michael Jackson, Teddy Riley \| – \| \| 2. Juni 1997 – 15. Juni 1997 2 Wochen \| 2 \| Jon Bon Jovi \| Midnight in Chelsea David A. Stewart, Jon Bon Jovi \| – \| \| 16. Juni 1997 – 22. Juni 1997 1 Woche \| 1 \| Supa T and the Party Animals \| Love & Respect \| Supa T war eines von mehreren Projekten von Trevor Taylor nach seiner Zeit als Sänger von Bad Boys Blue. Der Erfolg des Reggaesongs blieb auf Spanien beschränkt. \| \| 23. Juni 1997 – 6. Juli 1997 2 Wochen \| 2 \| Ana Torroja \| A contratiempo (Bottomless) Bonnie Adele Hayes, Ana Torroja, Nico Yustas \| Der erste Solohit der Sängerin der Band Mecano, die sich ein Jahr später endgültig auflöste, war die spanische Version des Bette-Midler-Songs Bottomless. \| \| 7. Juli 1997 – 13. Juli 1997 1 Woche \| 1 \| Oasis \| D’You Know What I Mean Noel Gallagher \| – \| \| 14. Juli 1997 – 3. August 1997 3 Wochen \| 3 \| Backstreet Boys \| Everybody (Backstreet’s Back) Martin Karl Sandberg, Dag Krister Volle \| – \| \| 4. August 1997 – 7. September 1997 5 Wochen \| 5 \| Puff Daddy & Faith Evans \| I’ll Be Missing You Gordon Sumner, Faith Evans, Todd Gaither \| – \| \| 8. September 1997 – 14. September 1997 1 Woche \| 1 \| Bunbury \| Salomé Enrique Ortiz de Landázuri Izarduy \| Erneut brachte ein Mitglied einer erfolgreichen Band seinen ersten Solohit auf Platz 1. Bunbury war bis 1996 Kopf der Héroes del Silencio. \| \| 15. September 1997 – 7. Dezember 1997 12 Wochen (insgesamt 14) \| 14 \| Elton John \| Candle in the Wind ’97 Musik: Elton John; Text: Bernie Taupin \| – \| \| 8. Dezember 1997 – 28. Dezember 1997 3 Wochen \| 3 \| Rosana \| En navidad Rosana Arbelo \| – \| \| 29. Dezember 1997 – 11. Januar 1998 2 Wochen (insgesamt 14) \| 14 \| Elton John \| Candle in the Wind ’97 Musik: Elton John; Text: Bernie Taupin \| – \| |                                       |                                       |                                                                           | |
| |                                       |                                       |                                                                           | → 1998 → |
| Zeitraum | Wo. ges.                              | Interpret                             | Titel Autor(en)                                                           | Zusätzliche Informationen |
| (Zeitraum, Wochen auf Platz eins, Interpret, Titel, Autor[en], zusätzliche Informationen) |                                       |                                       |                                                                           | |
| 23. Dezember 1996 – 5. Januar 1997 2 Wochen (insgesamt 5) | 5                                     | Mark Owen                             | Child Tim Laws, Martin Brammer, Mark Owen                                 | Das ehemalige Take-That-Mitglied war in Spanien mit seinem Solodebüt erfolgreicher als in seiner englischen Heimat, wo er nur Platz 3 erreichte.                  |
| 6. Januar 1997 – 2. Februar 1997 4 Wochen | 4                                     | Madonna                               | Don’t Cry for Me Argentina Musik: Andrew Lloyd Webber; Text: Tim Rice     | Spanien war eines der wenigen Länder, in denen Madonna mit dem Hauptsong aus ihrer Musicalverfilmung Evita die Spitze einnehmen konnte.                           |
| 3. Februar 1997 – 9. März 1997 5 Wochen | 5                                     | Depeche Mode                          | Barrel of a Gun Martin L. Gore                                            | – |
| 10. März 1997 – 16. März 1997 1 Woche (insgesamt 2) | 2                                     | Aerosmith                             | Falling in Love Steven Tyler, Joe Perry, Glen Ballard                     | – |
| 17. März 1997 – 23. März 1997 1 Woche (insgesamt 2) | 2                                     | White Town                            | Your Woman Jyoti Prakash Mishra, Bing Crosby, Irving Wallman, Max Wartell | Der einzige Hit des indischstämmigen Briten basiert auf dem Bing-Crosby-Song My Woman aus dem Jahr 1932.                                                          |
| 24. März 1997 – 30. März 1997 1 Woche (insgesamt 2) | 2                                     | Aerosmith                             | Falling in Love Steven Tyler, Joe Perry, Glen Ballard                     | – |
| 31. März 1997 – 6. April 1997 1 Woche (insgesamt 2) | 2                                     | White Town                            | Your Woman Jyoti Prakash Mishra, Bing Crosby, Irving Wallman, Max Wartell | – |
| 7. April 1997 – 13. April 1997 1 Woche | 1                                     | Depeche Mode                          | It’s No Good Martin L. Gore                                               | – |
| 14. April 1997 – 20. April 1997 1 Woche | 1                                     | Robbie Williams                       | Old Before I Die Desmond Child, Robbie Williams, Eric Bazilian            | – |
| 21. April 1997 – 4. Mai 1997 2 Wochen (insgesamt 5) | 5                                     | Michael Jackson                       | Blood on the Dance Floor Michael Jackson, Teddy Riley                     | – |
| 5. Mai 1997 – 11. Mai 1997 1 Woche | 1                                     | Gary Barlow                           | Love Won’t Wait Madonna Ciccone, Shep Pettibone                           | – |
| 12. Mai 1997 – 1. Juni 1997 3 Wochen (insgesamt 5) | 5                                     | Michael Jackson                       | Blood on the Dance Floor Michael Jackson, Teddy Riley                     | – |
| 2. Juni 1997 – 15. Juni 1997 2 Wochen | 2                                     | Jon Bon Jovi                          | Midnight in Chelsea David A. Stewart, Jon Bon Jovi                        | – |
| 16. Juni 1997 – 22. Juni 1997 1 Woche | 1                                     | Supa T and the Party Animals          | Love & Respect                                                            | Supa T war eines von mehreren Projekten von Trevor Taylor nach seiner Zeit als Sänger von Bad Boys Blue. Der Erfolg des Reggaesongs blieb auf Spanien beschränkt. |
| 23. Juni 1997 – 6. Juli 1997 2 Wochen | 2                                     | Ana Torroja                           | A contratiempo (Bottomless) Bonnie Adele Hayes, Ana Torroja, Nico Yustas  | Der erste Solohit der Sängerin der Band Mecano, die sich ein Jahr später endgültig auflöste, war die spanische Version des Bette-Midler-Songs Bottomless.         |
| 7. Juli 1997 – 13. Juli 1997 1 Woche | 1                                     | Oasis                                 | D’You Know What I Mean Noel Gallagher                                     | – |
| 14. Juli 1997 – 3. August 1997 3 Wochen | 3                                     | Backstreet Boys                       | Everybody (Backstreet’s Back) Martin Karl Sandberg, Dag Krister Volle     | – |
| 4. August 1997 – 7. September 1997 5 Wochen | 5                                     | Puff Daddy & Faith Evans              | I’ll Be Missing You Gordon Sumner, Faith Evans, Todd Gaither              | – |
| 8. September 1997 – 14. September 1997 1 Woche | 1                                     | Bunbury                               | Salomé Enrique Ortiz de Landázuri Izarduy                                 | Erneut brachte ein Mitglied einer erfolgreichen Band seinen ersten Solohit auf Platz 1. Bunbury war bis 1996 Kopf der Héroes del Silencio.                        |
| 15. September 1997 – 7. Dezember 1997 12 Wochen (insgesamt 14) | 14                                    | Elton John                            | Candle in the Wind ’97 Musik: Elton John; Text: Bernie Taupin             | – |
| 8. Dezember 1997 – 28. Dezember 1997 3 Wochen | 3                                     | Rosana                                | En navidad Rosana Arbelo                                                  | – |
| 29. Dezember 1997 – 11. Januar 1998 2 Wochen (insgesamt 14) | 14                                    | Elton John                            | Candle in the Wind ’97 Musik: Elton John; Text: Bernie Taupin             | – |

## Alben
| | Liste der Nummer-eins-Hits in Spanien | Liste der Nummer-eins-Hits in Spanien | Liste der Nummer-eins-Hits in Spanien | 1998 →                    |
| \| Zeitraum \| Wo. ges. \| Interpret \| Titel \| Zusätzliche Informationen \| \| (Zeitraum, Wochen auf Platz eins, Interpret, Titel, zusätzliche Informationen) \| \| \| \| \| \| ------------------------------------------------------------------------------ \| -------- \| --------------- \| ------------------------ \| ------------------------- \| \| 9. Dezember 1996 – 2. März 1997 12 Wochen (insgesamt 15) \| 15 \| Spice Girls \| Spice \| – \| \| 3. März 1997 – 9. März 1997 1 Woche \| 1 \| U2 \| Pop \| – \| \| 10. März 1997 – 23. März 1997 2 Wochen \| 2 \| Camela \| Corazon indomable \| – \| \| 24. März 1997 – 13. April 1997 3 Wochen (insgesamt 13) \| 13 \| Spice Girls \| Spice \| – \| \| 14. April 1997 – 20. April 1997 1 Woche \| 1 \| Depeche Mode \| Ultra \| – \| \| 21. April 1997 – 27. April 1997 1 Woche (insgesamt 13) \| 13 \| Spice Girls \| Spice \| – \| \| 28. April 1997 – 11. Mai 1997 2 Wochen (insgesamt 7) \| 7 \| Ana Belén \| Mírame \| – \| \| 12. Mai 1997 – 18. Mai 1997 1 Woche \| 1 \| Michael Jackson \| Blood on the Dance Floor \| – \| \| 19. Mai 1997 – 15. Juni 1997 4 Wochen (insgesamt 7) \| 7 \| Ana Belén \| Mírame \| – \| \| 16. Juni 1997 – 22. Juni 1997 1 Woche \| 1 \| Jon Bon Jovi \| Destination Anywhere \| – \| \| 23. Juni 1997 – 29. Juni 1997 1 Woche (insgesamt 7) \| 7 \| Ana Belén \| Mírame \| – \| \| 30. Juni 1997 – 6. Juli 1997 1 Woche \| 1 \| The Prodigy \| The Fat of the Land \| – \| \| 7. Juli 1997 – 3. August 1997 4 Wochen \| 4 \| Ana Torroja \| Puntos cardinales \| – \| \| 4. August 1997 – 10. August 1997 1 Woche \| 1 \| Jarabe de Palo \| La flaca \| – \| \| 11. August 1997 – 31. August 1997 3 Wochen \| 3 \| Backstreet Boys \| Backstreet’s Back \| – \| \| 1. September 1997 – 25. Januar 1998 21 Wochen (insgesamt 24) \| 24 \| Alejandro Sanz \| Más \| – \| |                                       |                                       |                                       |                           |
| |                                       |                                       |                                       | → 1998 →                  |
| Zeitraum | Wo. ges.                              | Interpret                             | Titel                                 | Zusätzliche Informationen |
| (Zeitraum, Wochen auf Platz eins, Interpret, Titel, zusätzliche Informationen) |                                       |                                       |                                       |                           |
| 9. Dezember 1996 – 2. März 1997 12 Wochen (insgesamt 15) | 15                                    | Spice Girls                           | Spice                                 | –                         |
| 3. März 1997 – 9. März 1997 1 Woche | 1                                     | U2                                    | Pop                                   | –                         |
| 10. März 1997 – 23. März 1997 2 Wochen | 2                                     | Camela                                | Corazon indomable                     | –                         |
| 24. März 1997 – 13. April 1997 3 Wochen (insgesamt 13) | 13                                    | Spice Girls                           | Spice                                 | –                         |
| 14. April 1997 – 20. April 1997 1 Woche | 1                                     | Depeche Mode                          | Ultra                                 | –                         |
| 21. April 1997 – 27. April 1997 1 Woche (insgesamt 13) | 13                                    | Spice Girls                           | Spice                                 | –                         |
| 28. April 1997 – 11. Mai 1997 2 Wochen (insgesamt 7) | 7                                     | Ana Belén                             | Mírame                                | –                         |
| 12. Mai 1997 – 18. Mai 1997 1 Woche | 1                                     | Michael Jackson                       | Blood on the Dance Floor              | –                         |
| 19. Mai 1997 – 15. Juni 1997 4 Wochen (insgesamt 7) | 7                                     | Ana Belén                             | Mírame                                | –                         |
| 16. Juni 1997 – 22. Juni 1997 1 Woche | 1                                     | Jon Bon Jovi                          | Destination Anywhere                  | –                         |
| 23. Juni 1997 – 29. Juni 1997 1 Woche (insgesamt 7) | 7                                     | Ana Belén                             | Mírame                                | –                         |
| 30. Juni 1997 – 6. Juli 1997 1 Woche | 1                                     | The Prodigy                           | The Fat of the Land                   | –                         |
| 7. Juli 1997 – 3. August 1997 4 Wochen | 4                                     | Ana Torroja                           | Puntos cardinales                     | –                         |
| 4. August 1997 – 10. August 1997 1 Woche | 1                                     | Jarabe de Palo                        | La flaca                              | –                         |
| 11. August 1997 – 31. August 1997 3 Wochen | 3                                     | Backstreet Boys                       | Backstreet’s Back                     | –                         |
| 1. September 1997 – 25. Januar 1998 21 Wochen (insgesamt 24) | 24                                    | Alejandro Sanz                        | Más                                   | –                         |